# Nogavac
Nagac en albanais et Nogavac en serbe latin (en serbe cyrillique : Ногавац) est une localité du Kosovo située dans la commune/municipalité de Rahovec/Orahovac et dans le district de Prizren/Prizren. Selon le recensement kosovar de 2011, elle compte 743 habitants, dont une majorité d'Albanais.
Selon le découpage administratif du Kosovo, la localité fait partie du district de Gjakovë/Đakovica.

## Démographie

### Évolution historique de la population dans la localité
| 1948 | 1953 | 1961 | 1971 | 1981 | 1991 | 2011 |
| ---- | ---- | ---- | ---- | ---- | ---- | ---- |
| 256  | 287  | 360  | 510  | 667  | 882  | 743  |

|  |